# Oskar Meding
Oskar Meding (* 11. April 1828 in Königsberg (Preußen); † 12. Juli 1903 in Charlottenburg) war ein deutscher Diplomat und Schriftsteller.

## Leben
Meding war ein Sohn des Königsberger Regierungspräsidenten Friedrich Ferdinand Meding. Er studierte Rechtswissenschaften in Königsberg, Berlin und Heidelberg. In Königsberg wurde er 1847 Mitglied der Burschenschaft Germania und in Heidelberg 1849 Mitglied des Corps Saxo-Borussia. Nach Beendigung seiner Studien trat er in den preußischen Verwaltungsdienst, siedelte aber 1859 nach Hannover über, wo er zuletzt die Stelle eines Regierungsrats innehatte. 1866 begleitete er als Referent des Gesamtministeriums König Georg V. zur Armee und später ins Exil nach Wien. Von 1867 bis 1870 vertrat er die Interessen des Königs in Paris und stellte dort die Welfenlegion auf, die im Falle eines deutsch-französischen Krieges an der Seite Frankreichs das Königreich Hannover wiederherstellen sollte. Nach 1871 zog er sich aus der Politik zurück und widmete sich ausschließlich der Schriftstellerei.
Meding verfasste unter den Pseudonymen Gregor Samarow und Leo Warren zahlreiche Romane, in denen er häufig Themen der jüngeren Geschichte behandelte. Sein Studentenroman Die Saxoborussen veranlasste Wilhelm Meyer-Förster zur Veröffentlichung seiner Parodie Die Saxo-Saxonen unter dem Pseudonym „Samar Gregorow“. Seine mehrbändigen Memoiren zur Zeitgeschichte veröffentlichte er zwar unter seinem richtigen Namen, der Brockhaus-Verlag unterließ es allerdings nicht, auf dem Titelblatt den ― bekannteren ― Namen Gregor Samarow in Klammern zusätzlich anzugeben.

## Werke
- Um Szepter und Kronen. Hallberger, Stuttgart 1873–1876.
- Die Römerfahrt der Epigonen. 3 Bände. Janke, Berlin 1874. (Digitalisat Band 1), (Band 2), (Band 3)
- Ritter oder Dame. Hallberger, Stuttgart 1878.
- Verschollen. 4 Bände. Hallberger, Stuttgart 1879.
- Des Kronprinzen Regiment. 3 Bände. Hallberger, Stuttgart 1880.
- Die Jagd des Todes. Roman
- Kaiserin Elisabeth. 6 Bände. Hallberger, Stuttgart 1881. (Digitalisat Band 1), (Band 2), (Band 3), (Bynd 4), (Band 5), (Band 6)
- Garde du Corps. Novelle. Deutsche Verlags-Anstalt, Stuttgart 1882.
- Das Haus des Fabrikanten. 2 Bände. Deutsche Verlags-Anstalt, Stuttgart 1882.
- Peter der Dritte. 3 Bände. Hallberger, Stuttgart 1883. (Digitalisat Band 1)
- Die Ritter des deutschen Hauses. 2 Bände. Deutsche Verlags-Anstalt 1889.
- Der Fluch der bösen That. Ein Roman aus der großen Welt. Hoffmann & Campe, Hamburg 1895.
- Der Zigeuner. Criminal-Roman. Michow, Charlottenburg 1898.
- Die Gold-Apotheke. 2 Bände. Schottländer, Breslau 1901.
- Gipfel und Abgrund. Zeitroman. 4 Bände. Deutsche Verlags-Anstalt, Stuttgart 1888.
- Am Belt. 2 Bände. Deutsche Verlagsanstalt, Stuttgart 1890.
- Unter dem weißen Adler. 4 Bände. Deutsche Verlags-Anstalt, Stuttgart 1892.
- Um den Halbmond. 4 Bände. Deutsche Verlags-Anstalt, Stuttgart 1893.
- Kreuz und Schwert. Zeitroman. 4 Bände. Hallberger, Stuttgart 1875.
  - Zepter und Kronen
  - Europäische Minen und Gegenminen
  - Zwei Kaiserkronen
  - Held und Kaiser
- Die Großfürstin. 5 Bände. Deutsche Verlags-Anstalt, Stuttgart 1884.
- Das Erbe Kaiser Wilhelms I. Historischer Roman aus der Gegenwart. Schottländer, Breslau 1903.
- Die Saxoborussen. Deutsche Verlags-Anstalt, Stuttgart 1885.